# Муласен
Муласе́н (на испански: Mulhacén) – е планински връх в Испания, най-високата точка на Пиренейския полуостров (3479 метра). Името му произхожда от това на Мулей Асен (Muley Hacén)/Мулхасен, както е известен на испанците мюсюлманският султан от династията на Насридите Абу-л-Хасан Али, управлявал Гранада в XV век и погребан на върха.
Намира се в Южна Испания, в планинската верига Сиера Невада и е част от планините Пенибетика. На северния му склон лежи неголям ледник (най-южно разположения в Европа), откъдето започва началото на река Хенил (приток на Гуадалкивир). Релефът по южния склон е много по-удобен за изкачване, поради върхът е наричан от местните Хълмът (el Cerro). Същевременно върхът е третият по относителна височина връх в Европа след Монблан и Етна, а сред планинските първенци е втори по надморска височина. В световен мащаб заема 64 място..